# Elke Herrmann (Politikerin)
Elke Herrmann (geb. Fischer; * 13. November 1956 in Crimmitschau; † 21. Dezember 2017) war eine deutsche Politikerin. Von 2004 bis 2014 gehörte sie als parteilose Abgeordnete für Bündnis 90/Die Grünen dem sächsischen Landtag an.

## Leben
Herrmann bestand 1975 das Abitur und begann anschließend ein Studium an der TH Ilmenau. Ab 1986 war sie Hausfrau und Mutter. Sie lebte in Crimmitschau, war verheiratet und bekam vier Kinder. Sie gehörte der römisch-katholischen Konfession an. Geprägt durch die Friedens- und Umweltbewegung in der DDR war die studierte Biomedizinerin seit 1999 Kreisrätin für Bündnis 90/Die Grünen im Landkreis Zwickauer Land und Mitinitiatorin des Freiwilligen Politischen Jahres in Zwickau. Ab 1987 war sie Mitglied des christlichen Friedensseminars Königswalde.

## Politik
Herrmann wurde 2004 über den fünften Listenplatz der Landesliste in den Landtag gewählt. Sie war sozial- und migrationspolitische Sprecherin der Fraktion und während der 4. Wahlperiode (2004–2009) Mitglied im Ausschuss für Soziales, Gesundheit, Familie, Frauen und Jugend sowie im Petitionsausschuss. Bei der Landtagswahl 2009 trat sie auf Platz 3 der Landesliste von Bündnis 90/Die Grünen an und konnte erneut in den Landtag einziehen. In der 5. Wahlperiode (2009–2014) war sie Mitglied im Ausschuss für Soziales und Verbraucherschutz sowie erneut Mitglied im Petitionsausschuss. Bei der Landtagswahl 2014 kandidierte Herrmann nicht mehr.
Elke Herrmann starb im Alter von 61 Jahren.